# Armin Eichholz (Ruderer)
Armin Eichholz (* 21. Mai 1964 in Duisburg) ist ein deutscher Ruderer, Ingenieur und Manager. Er ist u. a. mehrfacher Medaillengewinner bei Deutschen und Europäischen Meisterschaften, Weltmeisterschaften und Olympischen Spielen. Sein größter sportlicher Erfolg war der Sieg im Achter bei den Olympischen Spielen 1988 in Seoul. Seit dem Ende seiner sportlichen Karriere ist er als Manager in der Energieversorgungsbranche tätig.

## Leben und Wirken

### Sportliche Karriere
Armin Eichholz ruderte bis 1988 für den Ruderverein Blankenstein/Ruhr und ab 1991 für den Ruderclub Hansa von 1898 in Dortmund. 1979 begann Eichholz mit dem Rudersport, 1985 nahm er erstmals an Ruder-Weltmeisterschaften teil und belegte mit dem Vierer mit Steuermann den siebten Platz. 1986 und 1987 saß Eichholz im Achter und erreichte im Gegensatz zu 1985 jeweils das Weltmeisterschaftsfinale, belegte aber dort jeweils nur Platz 6. Als Trainer Ralf Holtmeyer den Deutschland-Achter für die Olympischen Spiele in Seoul neu formierte, blieb der 2,04 Meter große Eichholz im Boot. In der Besetzung Wolfgang Maennig, Thomas Möllenkamp, Matthias Mellinghaus, Eckhard Schultz, Ansgar Wessling, Armin Eichholz, Thomas Domian, Schlagmann Bahne Rabe und Steuermann Manfred Klein gewann der Achter in Seoul Gold.
Nach einer längeren Pause, während der er sich auf sein Studium (siehe unten) konzentrierte, kehrte Eichholz 1991 in den Leistungssport zurück und ruderte zusammen mit Matthias Ungemach, Armin Weyrauch, Bahne Rabe und Steuermann Thomas Alt im Vierer mit Steuermann. Mit Eichholz und Rabe saßen zwar die beiden längsten Ruderer aus dem Deutschland-Achter von 1988 im Boot, trotzdem war es überraschend, dass die beiden nach zwei Jahren Wettkampfpause auf Anhieb Deutscher Meister wurden. Mit Steuermann Jörg Dederding statt Thomas Alt gewann das Boot bei den Weltmeisterschaften in Wien den Titel in neuer Weltbestzeit, die bis heute Bestand hat (Stand: 2017). Für die Olympischen Spiele 1992 kehrten Rabe und Eichholz in den Deutschland-Achter zurück, der in wechselnder Besetzung dreimal in Folge Weltmeister geworden war. In Barcelona gewann der Deutschland-Achter Bronze hinter Kanada und Rumänien.
Für seine sportlichen Erfolge wurde er am 23. Juni 1993 mit dem Silbernen Lorbeerblatt ausgezeichnet.

### Berufliche Karriere
Parallel zu seiner sportlichen Karriere absolvierte Eichholz von 1984 bis 1990 ein Maschinenbau-Studium mit Vertiefungsrichtung Energie- und Verfahrenstechnik an der Ruhr-Universität Bochum. Anschließend arbeitete er in Teilzeit als Assistent weiter an der Ruhr-Universität. Im Jahr 1995, drei Jahre nach dem Ende seiner sportlichen Karriere, promovierte er dort zum Dr. Ing.
Seinen Berufseinstieg nahm Eichholz bei den Vereinigten Elektrizitätswerken Westfalen (VEW), welche im Jahr 2000 mit RWE fusionierten. Dort stieg Eichholz bald in führende Position auf; im Alter von nur 35 Jahren wurde er Leiter des Steinkohlekraftwerks Westfalen, später übernahm er die Leitung des Braunkohlekraftwerks Niederaußem. Ab 2010 war er Gesamtleiter der Braunkohle-Sparte der RWE Power.
Zum 1. Juli 2016 wechselte Eichholz zur MIBRAG, wo er den Posten des Vorsitzenden der Geschäftsführung übernahm.

### Privatleben
Armin Eichholz ist verheiratet, hat drei Kinder und lebt mit seiner Familie in Witten. Seine Tochter Julia und sein Sohn Jonas sind ebenfalls erfolgreiche Ruderer.